# SC 06 Oberlind
SC 06 Oberlind is een Duitse voetbalclub uit Oberlind, Thüringen. Tot 1950 was Oberlind een zelfstandige gemeente, daarna werd het een deel van Sonneberg.

## Geschiedenis
De club werd in 1906 opgericht. De club was aangesloten bij de Midden-Duitse voetbalbond en speelde in 1910/11 in het eerste kampioenschap van de Zuid-Thüringse competitie en werd derde op vijf clubs. Tijdens seizoen 1911/12 trok de club zich in januari 1912 terug uit de bond en de reeds gespeelde wedstrijden werden geannuleerd.
Vanaf 1920 speelde de club in de tweede klasse van de Kreisliga Thüringen. In 1922 werd de club groepswinnaar en in de eindronde ook algemeen kampioen en promoveerde zo naar de Kreisliga. Na 1923 werd de Kreisliga ontbonden en werd de Zuid-Thüringse competitie terug opgewaardeerd tot hoogste klasse. De club werd meteen kampioen en plaatste zich voor de Midden-Duitse eindronde. De club versloeg SC 1912 Zella, SV 01 Gotha en verloor dan van Naumburger SpVgg 05. In 1925/26 werd de club vicekampioen achter 1. SC Sonneberg 04, maar omdat de club twee wedstrijden minder gespeeld had mocht Oberlind naar de eindronde in plaats van Sonneberg. De club versloeg FC Wacker 1910 Gera en Preußen Langensalza en verloor in de halve finale van Fortuna Leipzig. Ook het volgende seizoen deed de club het goed. Langensalza werd opnieuw uitgeschakeld en daarna volgden ook nog Erfurter SC 1895 en Sportfreunde Halle. In de halve finale verloor de club van VfB Leipzig. In de eindronde van 1927/28 verloor de club voor het eerst in de eerste ronde, van SpVgg Zella-Mehlis 06. Het volgende seizoen werd de club in de reguliere competitie nog vicekampioen achter VfB 1907 Coburg, maar eindigde daarna in de middenmoot.
In 1933 werd de competitie geherstructureerd. De Midden-Duitse bond werd ontbonden en de vele competities werden vervangen door de Gauliga Mitte en Gauliga Sachsen. Uit Zuid-Thüringen kwalificeerde enkel de kampioen zich voor de Gauliga Mitte en voor de Bezirksklasse Thüringen, die de nieuwe tweede klasse werd, kwalificeerden zich slechts twee teams. De derde plaats van Oberlind volstond voor de Bezirksklasse, waar de club als enige team alle tien de seizoenen speelde, meestal in de middenmoot. In 1942 werd de club groepswinnaar, maar enkel de winnaar van de andere, sterkere groep, SpVgg 02 Erfurt, maakte kans op promotie. 
Na de Tweede Wereldoorlog werden alle Duitse voetbalclubs opgeheven. De club werd heropgericht als BSG Stahl Oberlind en werd in 1952 BSG Motor Oberlind. Dat jaar ging de club in de nieuwe Bezirksliga Suhl spelen en promoveerde na twee seizoenen naar de DDR-Liga, de tweede klasse. De club werd elfde op veertien maar omdat de competitie van drie naar twee reeksen ging degradeerde de club. De volgende drie jaar speelde de club in de II. DDR-Liga en daarna opnieuw in de Bezirksliga Suhl, die na de afschaffing van de II. DDR-Liga de derde klasse werd. In 1976 degradeerde Motor uit de Bezirksliga naar de Bezirksklasse. In 1989 promoveerde de club, die intussen BSG Thüringia heette opnieuw.
Na de Duitse hereniging werd opnieuw de historische naam aangenomen. De club speelde in de Landesliga maar zakte na de eeuwwisseling weg tot in de Kreisliga, negende klasse.

## Erelijst
Kampioen Zuid-Thüringen
1924, 1927, 1928